# Marie Jarošová
Marie Jarošová (13. února 1920 Lidice – 21. ledna 1998) byla česká obyvatelka Lidic, která přežila zničení této vesnice roku 1942 i věznění v koncentračním táboře, po válce československá politička Komunistické strany Československa, předsedkyně MNV obnovených Lidic, poslankyně Sněmovny národů Federálního shromáždění a poslankyně České národní rady za normalizace.

## Biografie
Narodila se v Lidicích a patřila mezi menšinu obyvatel této vesnice, která přežila její zničení a nacistický teror. V letech 1942–1945 byla vězněna v koncentračním táboře Ravensbrück. Její malý syn byl zavražděn nacisty ve vyhlazovacím táboře Chełmno. Po válce Červený kříž nalezl podobné dítě a vrátil ho Marii Jarošové. Po čase se ovšem ukázalo, že jde o německého chlapce, který přišel ve válce o matku, a byl tedy navrácen k příbuzným.
Po válce a návratu do Lidic se politicky a veřejně angažovala. V letech 1957–1960 byla tajemnicí a od roku 1961 předsedkyní MNV v Lidicích. V této funkci se připomíná ještě v 80. letech. V letech 1969-1976 byla předsedkyní Ústředního výboru Českého svazu žen, v letech 1970–1974 místopředsedkyní Československé rady žen. Od roku 1975 zastávala rovněž post místopředsedkyně Československé společnosti pro mezinárodní styky. V roce 1974 získala Řád Vítězného února, v roce 1980 Řád práce a roku 1985 Řád republiky.
15. sjezd KSČ, 16. sjezd KSČ a 17. sjezd KSČ ji zvolil za členku Ústřední kontrolní a revizní komise KSČ.
Po provedení federalizace Československa usedla do Sněmovny národů Federálního shromáždění. Mandát nabyla až dodatečně v březnu 1971 po jedné z vln čistek po invazi vojsk Varšavské smlouvy do Československa. Do federálního parlamentu ji nominovala Česká národní rada, v níž rovněž v té době (listopad 1969) zasedla. Ve FS setrvala do konce funkčního období parlamentu, tedy do voleb roku 1971.
Dlouhodobě pak působila v České národní radě. Mandát v ní obhájila ve volbách roku 1971, 1976, 1981 a 1986. Ve funkci poslankyně ČNR zažila sametovou revoluci. Již v prosinci 1989 se vzdala postu místopředsedkyně ČNR. V lednu 1990 rezignovala v rámci procesu kooptace do ČNR i na poslanecký post. Do roku 1989 byla předsedkyní MNV v Lidicích.